# 悲しみのジェット・プレーン
「悲しみのジェット・プレーン」（原題： Leaving on a Jet Plane）は、ジョン・デンバーが作詞作曲し、ピーター・ポール&マリーが1967年にアルバム収録曲として発表した楽曲。2年後、シングルカットされ全米チャート1位を記録した。

## ピーター・ポール&マリーのバージョン
1966年、ジョン・デンバーはビートルズなどのカバーを含むアルバム『John Denver Sings』を自費で制作し友人や家族に配った。「悲しみのジェット・プレーン」は「Babe, I Hate To Go」というタイトルでその中に収録されていた。彼のレコードを聴いたピーター・ポール&マリーは「Babe, I Hate To Go」に感銘を受け、1967年3月18日発売のアルバム『Album 1700』に収録した。タイトルを変更したのはプロデューサーのミルト・オクンである。『Album 1700』はビルボードのポップ・アルバム・チャートの15位を記録。アルバムはヒットしたとは言えこの時点で本作品が特別話題になることはなかった。
1969年9月18日、ピーター・ポール&マリーは本作品をシングルとして発表した。B面は「ハウス・ソング」。同年12月20日付のビルボード・Hot 100で1位を記録した。ビルボード・イージーリスニング・チャートで3週にわたって1位、全英シングルチャートで2位を記録し、ゴールドディスクに輝いた。

## ジョン・デンバーのバージョン
1966年の自主制作アルバムの中で発表され、その時のタイトルが「Babe, I Hate To Go」であったことは先に述べたとおりである。ピーター・ポール&マリーがシングルカットをした1969年10月、彼自身もデビュー・アルバム『Rhymes & Reasons』で本作品を発表した。アルバムのプロデューサーを務めたのはピーター・ポール&マリーと同じミルト・オクン。
1973年11月発売のアルバム『John Denver's Greatest Hits』に収められたバージョンは再録音されたものである。
デンバーは1972年8月19日放送のテレビ番組『The Midnight Special』において本作品をキャス・エリオットと共に歌った。

## その他のバージョン
- スパンキー&アワ・ギャング - 『Spanky and Our Gang』（1967年）に収録。
- ライザ・ミネリ - 『Come Saturday Morning』（1969年）に収録。
- ハーパース・ビザール - 『Harpers Bizarre 4』（1969年）に収録。
- ボビー・ヴィントン - 『My Elusive Dreams』（1970年）に収録。
- レイ・スティーブンス - 『Everything is Beautiful』（1970年）に収録。
- ブレンダ・リー - 『Memphis Portrait』（1970年）に収録。
- ベッツィ&クリス - 『フォーク・アルバム』（1970年）に収録[7]。
- エンゲルベルト・フンパーディンク - 『We Made It Happen』（1970年）に収録[8]。
- フランク・シナトラ - 『Sinatra & Company』（1971年）に収録。
- フェリシア・ウォン - 『Felicia's Folk Album III』（1974年）に収録[9]。
- シャンタール・クレヴィアジック - 1998年公開の映画『アルマゲドン』の劇中歌。同作サウンドトラックに収録。
- 山下久美子 - 『Souls』（2001年）に収録[10]。
- 藤田恵美 - 『Camomile Classics』（2006年）に収録。
- マシュー・モリソン - 2009年のテレビドラマ『glee/グリー』の初回エピソード「新生グリー誕生」の劇中でカバー。
- リンダ・カーター - 『Crazy Little Things』（2011年）に収録。